# Підлісок

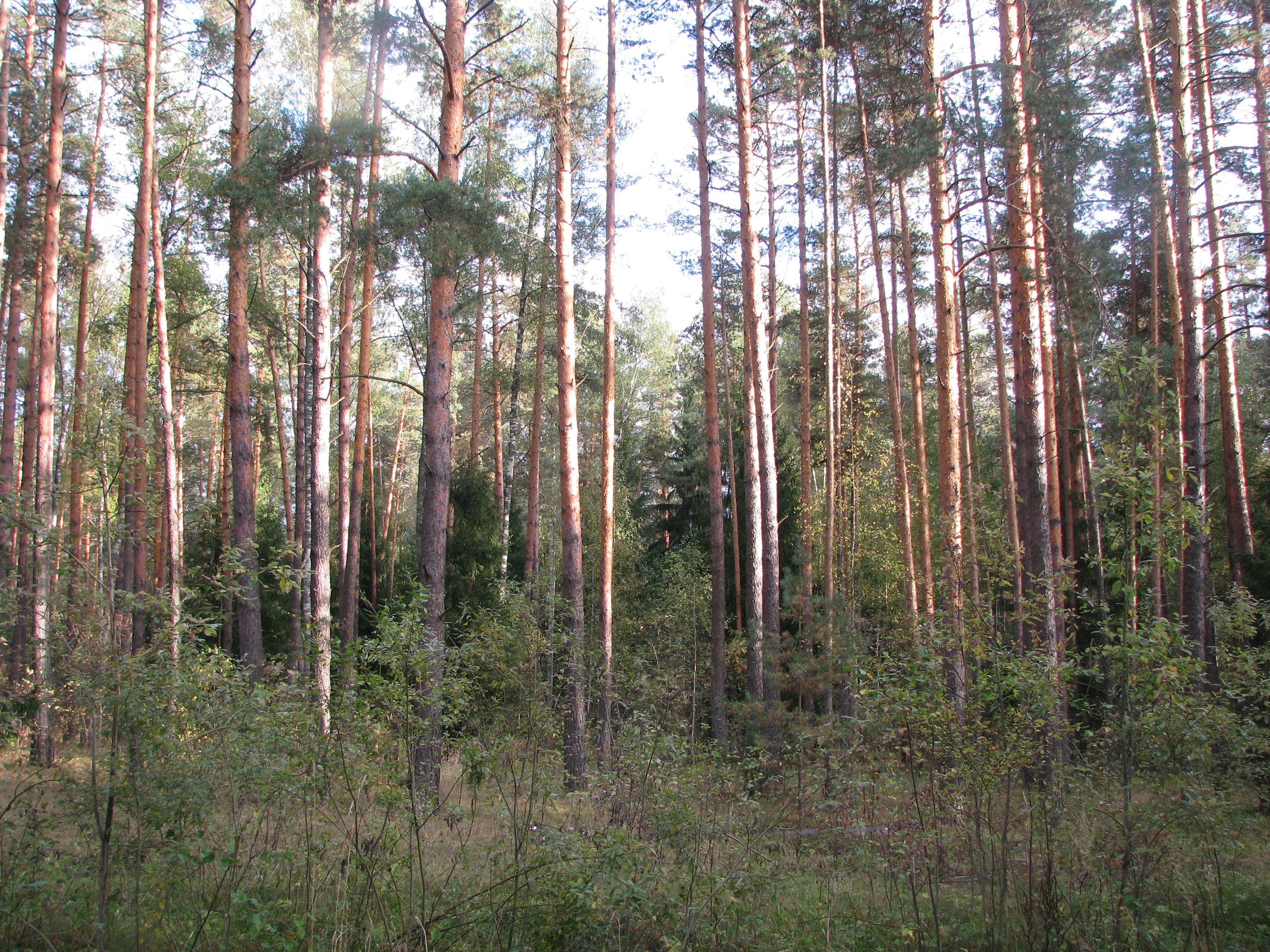
Підлісок в сосновому бору

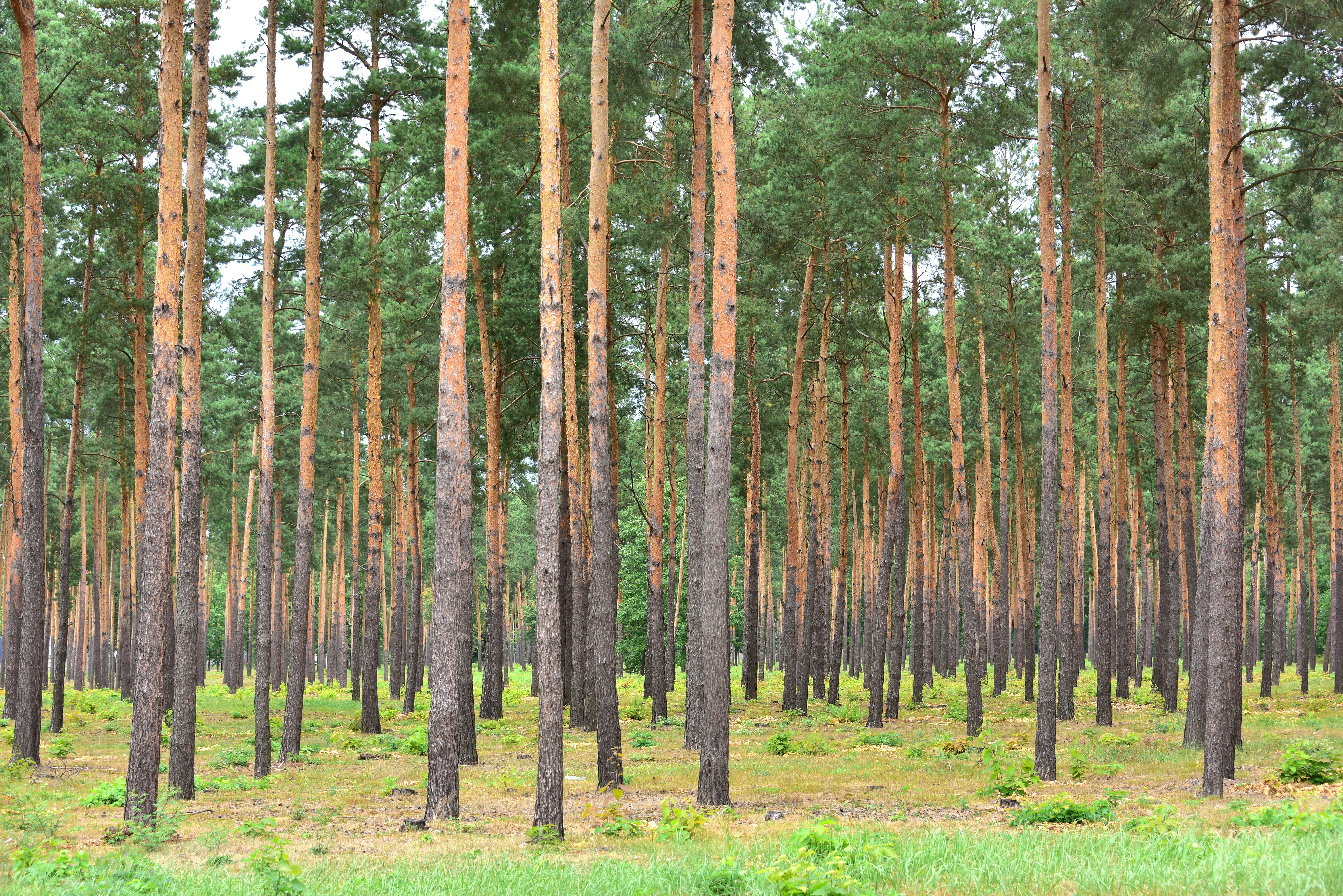
Сосновий ліс без підліска

Підлісок — один з ярусів лісу, сукупність рослин, що ростуть в тіні дерев, які формують лісовий намет, водночас підіймаючись над лісовою підстилкою. Складається з кущів та невисоких дерев, які ніколи не досягають висоти основного деревостану, чим відрізняються від підросту. В широколистяних та мішаних лісах підлісок часто складають кущі малини, ліщини, бруслини, крушини, ялівцю та горобини, а у дрібнолистяних, темнохвойних та світлохвойних лісах — вільха, карликова береза та верба. Також в підліску часто ростуть кущі дерену та падубу.
Через лісовий намет проникає мало сонячних променів, тому підлісок, як правило, складається з тіньолюбних рослин, які можуть здійснювати фотосинтез при обмеженому освітленні. У мішаних лісах листя на деревах верхнього ярусу часто з'являється пізніше, ніж на деревах та кущах підліска, що дає рослинам нижнього ярусу час, протягом якого вони можуть здійснювати фотосинтез без обмеження в кількості світла. Цей короткий період (1—2 тижні) дозволяє рослинам підліска підтримувати вуглецевий баланс протягом всього року.
Вологість в підліску є вищою, ніж на відкритих ділянках. Лісовий намет затримує сонячні промені, зменшуючи температуру поверхні землі та, відповідно, інтенсивність випаровування. Висока вологість сприяє росту папоротей і мохів, а також грибів та інших редуцентів. Завдяки цьому підлісок відіграє важливу роль у житті лісу — впливає на формування стовбурів дерев, сприяє очищенню їх від гілля, а також впливає на мікроклімат та лісовий ґрунт. У водоохоронних лісах підлісок скріплює ґрунт і захищає береги озер та річок від ерозії.